# Kaitlin Sandeno
Kaitlin Shea Sandeno (Mission Viejo, 13 de março de 1983) é uma nadadora norte-americana, ganhadora de uma medalha de ouro em Jogos Olímpicos.
Nos Jogos Olímpicos de Sydney 2000, ganhou a medalha de bronze nos 800 metros livres, e ficou em 4º nos 400 metros medley e em 6º nos 200 metros borboleta.
Os Jogos Olímpicos de Atenas 2004 viram Sandeno ganhar mais 3 medalhas olímpicas: a prata nos 400 metros medley, o bronze nos 400 metros livres, e o ouro no 4x200 metros livres.  O time americano composto por Natalie Coughlin, Carly Piper, Dana Vollmer e Sandeno também quebrou o recorde mundial da Alemanha Oriental,que já durava 17 anos, por mais de 2 segundos de diferença.
Depois de falhar na tentativa de qualificação para os Jogos de Pequim 2008, Sandeno anunciou sua aposentadoria.